# Archianellidi
Gli archianellidi sono una classe del phylum degli Anellidi.
Come suggerisce il loro nome (dal greco arcaiòs, antico) sono un gruppo di animali piuttosto primitivi che comprende 15 generi e circa 200 specie.
Il loro tessuto nervoso non è del tutto separato dall'epidermide, non hanno uno strato sottoepiteliale di fibre muscolari circolari, hanno entrambi i mesenteri e fossette nucali ciliate. Il loro intestino e privo di differenziazioni regionali. Di solito presentano nefridi con nefrostoma. Il loro apparato circolatorio è poco sviluppato.
Questa classe è divisa in quattro ordini: poligordiomorfi, protodiloformi, oweniomorfi e gli aelostomatidi. I rappresentanti del primo ordine sono i più grandi: possono arrivare anche a 12 centimetri, mentre i più piccoli sono gli aeolostomatidi, che vanno da 1 a 5 millimetri.